# Gotische Minuskel

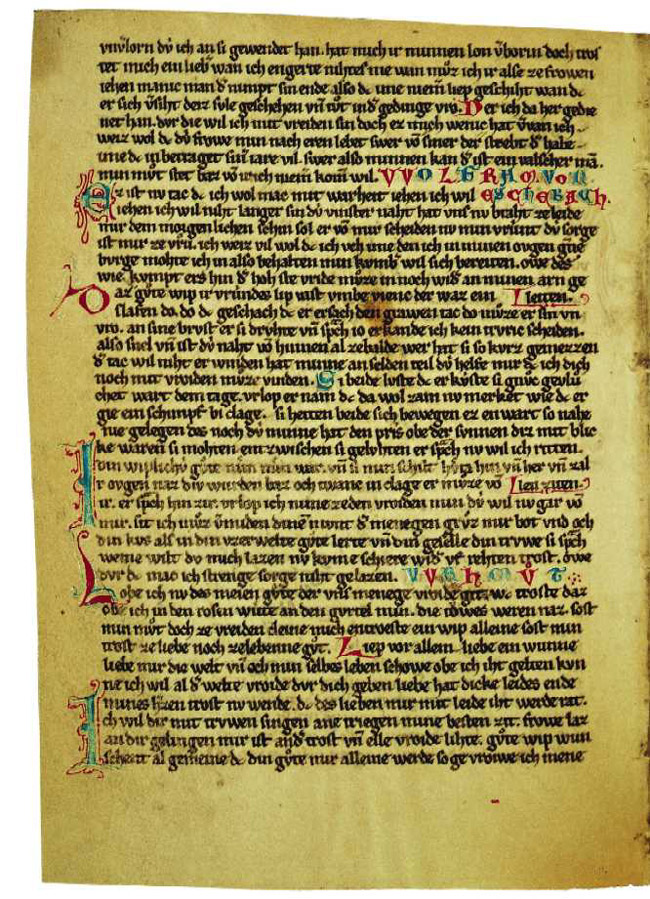
Kleine Heidelberger Liederhandschrift in gotischer Minuskel, 13. Jahrhundert

Die gotische Minuskel, auch Gotica textualis oder gotische Buchschrift genannt, ist eine gebrochene Minuskelschrift, die im europäischen Mittelalter in der Kunstepoche der Gotik in Skriptorien entwickelt wurde.

## Geschichte
Die gotische Minuskel löste in Handschriften (als Buchschrift) die karolingische Minuskel ab. Darüber hinaus wurde sie auch für Inschriften eingesetzt. 
Als seinerzeit moderne Schrift wurde sie mit dem Beginn des Buchdrucks ab der Mitte des 15. Jahrhunderts auch als Satzschrift umgesetzt und in Inkunabeln verwendet. In ihrer Reinform entspricht sie der Textura des Buchdrucks.

## Merkmale
Wie alle Minuskelschriften steht die gotische Minuskel in einem Vierlinienschema, bei dem die Zeile in drei Schriftzonen eingeteilt ist und die Buchstaben teilweise Ober- und/oder Unterlängen haben. Der Mittellängenbereich wird dabei von der Grundlinie, auf der die Buchstaben stehen, und der Oberlinie des Mittellängenbereichs begrenzt. Bei der gotischen Minuskel ist charakteristisch, dass die Schäfte der Buchstaben an der Grundlinie und der Oberlinie des Mittelängenbereiches brechen. Die Bögen der Buchstaben können stumpfwinklig abbrechen wie auch spitzwinklig abknicken und werden durch senkrechte und schräge Bestandteile ersetzt. 

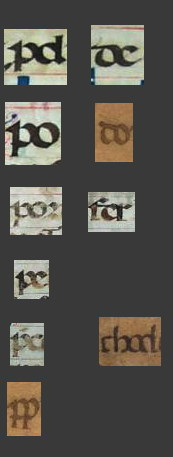
Bogenverbindungen, 14. Jahrhundert (Beispiele)

Kennzeichnend sind auch die sogenannten Bogenverbindungen: einander zugewandte Bögen der Buchstaben werden miteinander verbunden, sodass der senkrechte Abstrich beiden gemeinsam ist.